# Carolyn Shaw Bell
 (avril 2019).
Carolyn Shaw Bell (21 juin 1920 - 13 mai 2006) était professeure d'économie au Wellesley College, titulaire de la chaire Katharine Coman. Connue pour son rôle de mentor pour la carrière de ses propres étudiants, et pour les femmes économistes plus généralement, grâce aux efforts du Comité sur le statut des femmes dans la profession économique (CSWEP) de l'American Economic Association, dont elle a été la première présidente,.
Le « Bell Award », décerné chaque année par l'American Economic Association aux économistes qui promeuvent le succès des femmes dans la profession, porte son nom.

## Vie personnelle
Bell grandit à Framingham dans le Massachusetts et étudie au Mount Holyoke College. Elle se marie et à la fin de la guerre, le couple déménage à Londres pour poursuivre son instruction. Elle obtient un doctorat à la London School of Economics en 1949. Le couple divorce peu après. Mère d'une jeune fille, Bell retourne vivre chez ses parents et trouve un emploi près de son domicile, au Wellesley College.
En 1953, elle se marie avec Nelson Bell, un petit entrepreneur de Wellesley. Le couple était connu pour divertir et amuser les étudiants de Wellesley, ceux-ci étant inspirés par l'exemple de Bell, avoir une vie familiale et une carrière à succès.

## Carrière

### Parcours
Après l'obtention de son diplôme au Mount Holyoke College, dans l'État du Massachusetts, Bell travaille comme assistante de John Kenneth Galbraith à l'Office fédéral américain de l'administration des prix, en charge alors des contrôles des prix après la Seconde Guerre mondiale. Après l'obtention de son doctorat à la London School of Economics, elle est embauchée à Wellesley College. Bell arrête l'enseignement en 1989, en raison d'une perte d'audition. Elle continue cependant à écrire des chroniques pour le Boston Globe jusqu'en 2000.

### Auteure et chercheuse
Bell a écrit deux livres sur l'économie de la consommation, Consumer Choice in the American Economy (Le choix du consommateur dans l'économie américaine, 1967) et The Economics of the Ghetto (L'Économie du ghetto, 1970), ainsi que de nombreux articles de journaux sur le capital humain, la répartition des revenus et les données économiques. En tant que première présidente du Comité sur le statut des femmes dans la profession économique (CSWEP), créé par l'American Economic Association, elle donne naissance à des études sur la place des femmes dans la profession économique, qui se poursuivent à ce jour.

#### Sélection de travaux
- Consumer Choice in the American Economy[5], New York, Random House, 1967.
- Alternatives for social change : the future status of women[6], 1975 (OCLC 56604386).
- Age, sex, marriage, and jobs[7], Massachusetts, Département d'économie, Wellesley College, 1972.
- Economics, sex, and gender : an attempt to explain, to social scientists and others how economics deals with women[8], 1974. Massachusetts: département d'économie, Wellesley College.
- Minimum Wage and Personal Income[9], Massachusetts, Département d'économie, Wellesley College, 1979.

### Mentorat
Bell a encouragé un grand nombre de ses étudiantes de Wellesley à poursuivre une carrière en économie et dans les affaires, afin de parler de leurs réussites aux étudiants qui suivront. Avec son collègue Marshall Goldman, également professeur d'économie, elle créa les "fichiers FEM" (Former Economics Majors). Ceux-ci contenaient des renseignements sur les anciens étudiants en économie, avec qui elle gardait contact et à qui elle demandait de décrire leurs expériences aux autres anciens du département. Ses encouragements et le réseau des anciens étudiants dont elle fut le mentor ont beaucoup aidé les diplômées de Wellesley à réussir. Son modèle a permis à un nombre disproportionné de diplômées de Wellesley d'entrer dans des carrières en économie et dans les affaires. Au moins 58 de ses étudiantes ont obtenu un doctorat en économie pendant qu'elle était professeure à Wellesley, et 30 autres étaient inscrites à de tels programmes au moment de son départ à la retraite.

### Promotion des femmes dans l'économie
Après qu'un groupe d'étudiantes diplômées, dont Francine Blau et Heidi Hartmann, ait demandé pourquoi il y avait si peu de femmes économistes dans le programme de la réunion annuelle de l'American Economic Association en 1971, Bell a réalisé un sondage auprès de toutes les femmes membres de la AEA, ayant obtenu leur diplôme dans les 10 dernières années, pour montrer au président de l'American Economic Association Kenneth Arrow le nombre de femmes économistes voulant et ayant les capacités pour présenter des articles à ces réunions. Bell fut nommée présidente du CSWEP (Committee on the Status of Women in the Economics Profession). Sous sa direction, le CSWEP a commencé à faire des enquêtes sur les cursus en économie afin de déterminer le nombre d'étudiantes diplômées et de professeures, dans le but de mettre en évidence le nombre de femmes qualifiées pour des postes dans la recherche et l'enseignement en économie. La pression exercée par le comité a provoqué aussi des changements dans le marché du travail pour les économistes. En effet, cela a poussé les réseaux de professeurs, essentiellement composés d'hommes, à ouvrir leur recrutement, notamment avec la publication de Job Openings for Economists, une liste publique de postes à pourvoir dans le domaine.

## Bell Award
En 1998, pour le 25e anniversaire du CSWEP, l'American Economic Association crée un prix annuel au nom de Carolyn Shaw Bell, décerné aux économistes qui concourent à la promotion du succès des femmes dans cette profession. Ce prix a été décerné à :
- 1998 : Alice M. Rivlin
- 1999 : Sandra Ohrn Moose
- 2000 : Eva Mueller
- 2001 : Marianne Ferber
- 2002 : Margaret Garritsen de Vries
- 2003 : Robin L. Bartlett
- 2004 : Barbara Bergmann
- 2005 : Claudia Goldin
- 2006 : Barbara Fraumeni
- 2007 : Olivia S. Mitchell
- 2008 : Anne Carter
- 2009 : Elizabeth E. Bailey
- 2010 : Elizabeth Hoffman
- 2011 : Sharon Oster
- 2012 : Catherine C. Eckel
- 2013 : Rachel McCulloch
- 2014 : Hilary Hoynes
- 2015 : Janet Currie
- 2016 : Cecilia Rouse
- 2017 : Rachel Croson
- 2018 : Rohini Pande